# José Carlos Souza
José Carlos Ferreira Souza Filho (San Paolo, 13 luglio 1971) è un ex nuotatore brasiliano.
Ha rappresentato il Brasile ai Giochi olimpici di Barcellona 1992. Ai mondiali in vasca corta di Palma di Majorca 1993 ha vinto la medaglia d'oro nella staffetta 4x100m stile libero e quella di bronzo nella staffetta 4x200 stile libero.

## Palmarès
- Mondiali in vasca corta

Palma di Majorca 1993: oro nella staffetta 4x100m sl.; bronzo nella staffetta 4x200m sl.;